# Casper Højer Nielsen
Casper Højer Nielsen (* 20. November 1994 in Kopenhagen) ist ein dänischer Fußballspieler. Er steht seit 2023 beim türkischen Club Çaykur Rizespor unter Vertrag. Während seiner aktiven Laufbahn kam der Linksverteidiger auch für die dänischen Nachwuchsnationalmannschaften zum Einsatz.

## Karriere

### Verein

#### Casper Højer Nielsen in und um Kopenhagen
Casper Højer Nielsen, dessen Vater Lars selbst Fußball gespielt hatte (stand unter anderem bei B 1903 Kopenhagen und dem Nachfolgeklub FC Kopenhagen unter Vertrag), wurde in der Fußballschule des FC Kopenhagen ausgebildet. Im Juli 2013 wurde er innerhalb der Stadt an den Zweitligisten Brønshøj BK aus dem Stadtteil Brønshøj verliehen. Am 28. Juli 2013 absolvierte er bei der 1:4-Niederlage im Auswärtsspiel in der zweiten dänischen Liga gegen Silkeborg IF sein erstes Spiel im Erwachsenenbereich. Bei Brønshøj BK kam er regelmäßig zum Einsatz und nach einem Jahr wurde er vom FCK an Brønshøjs Zweitligakonkurrenten Lyngby BK aus der Lyngby-Taarbæk Kommune im Großraum Kopenhagen verkauft. Kam er in seiner ersten Saison regelmäßig zum Einsatz – wie ein Jahr vorher bei Brønshøj BK waren es 25 Einsätze –, spielte Casper Højer Nielsen in seinem zweiten Jahr bei Lyngby BK in lediglich neun Punktspielen. Dennoch stieg er mit dem Verein in die Superliga auf. Auch im Oberhaus in Dänemark hatte er nicht oft gespielt und nachdem sich die Situation für Højer Nielsen in seinem zweiten Jahr in der ersten dänischen Liga – in seiner ersten Saison in der Superliga qualifizierte er sich mit Lyngby BK für die UEFA Europa League – nicht verbessert hatte, schloss er sich in der Wintertransferperiode der Saison 2017/18 Aarhus GF an.

#### Drei Jahre in Aarhus
Ursprünglich sollte er im Sommer 2018 für drei Jahre in die zweitgrößte dänische Stadt wechseln, doch im Februar 2018 folgte der sofortige Wechsel. Dort erkämpfte sich Casper Højer Nielsen einen Stammplatz und sicherte sich mit Aarhus GF in der Abstiegsrunde den Klassenerhalt. Am 16. September 2018 schoss er beim 2:3 im Auswärtsspiel in der ersten dänischen Liga gegen den AC Horsens mit dem Treffer zum Endstand sein erstes Tor im Erwachsenenbereich. Auch in der folgenden Saison, der Spielzeit 2018/19, war Højer Nielsen Stammspieler und war erste Wahl auf der Position des Linksverteidigers. Er qualifizierte sich mit den Aarhusern 2020 für das Entscheidungsspiel um die Teilnahme an den europäischen Wettbewerben, welches der Verein mit 2:1 gegen Odense BK gewinnen konnte. In dieser Partie kam Casper Højer Nielsen nicht zum Einsatz. Durch diesen Sieg qualifizierte sich Aarhus GF für die erste Qualifikationsrunde zur UEFA Europa League und dort setzten sie sich gegen den finnischen Vertreter FC Honka Espoo durch, doch in der zweiten Qualifikationsrunde bedeutete NS Mura Endstation. Højer Nielsen blieb noch ein Jahr in Aarhus und verließ dann den Verein.

#### Abenteuer in Tschechien und in der Türkei
Im Sommer 2021 wechselte er zu Sparta Prag. Den Großteil der Saison verpasste Casper Højer Nielsen aufgrund diverser Verletzungen. Sparta wurde in der Liga nur Dritter und im tschechischen Pokal erreichten sie zwar das Finale, verloren allerdings dort gegen den 1. FC Slovácko mit 1:3. In seinem zweiten Jahr in der Hauptstadt Tschechiens war Højer Nielsen als linker Außenverteidiger zunächst Stammspieler, doch nach zwei Verletzungen verlor er seinen Platz in der Stammelf. In diesem Jahr wurde Sparta Prag tschechischer Meister und erreichte zudem erneut das Finale im Pokal, verlor freilich auch dieses Mal das Endspiel, nun mit 0:2 gegen den Stadtrivalen Slavia. Højer Nielsen wurde bei Sparta aussortiert und nachdem er nur ein Spiel für die zweite Mannschaft machte, wechselte im September 2023 den Verein.
Er ging in die Türkei zum Süper-Lig-Aufsteiger Çaykur Rizespor. Über weite Strecken der Saison war Casper Højer Nielsen Stammspieler und wurde hierbei als Verteidiger auf der linken Außenbahn eingesetzt.

### Nationalmannschaft
Casper Højer Nielsen absolvierte von 2011 bis 2012 neun Partien für die dänische U18-Nationalmannschaft, in denen er drei Tore erzielte. Daraufhin spielte er von 2012 bis 2013 an der Seite von unter anderem Yussuf Poulsen für die dänische U19-Auswahl, für die er zu sechs Einsätzen kam und ein Tor erzielte.